# Компанеец, Фёдор Григорьевич
Фёдор Григорьевич Компанеец (1918—1976) — участник Великой Отечественной войны, командир отделения роты автоматчиков 253-го стрелкового полка 45-й стрелковой дивизии 14-й армии Карельского фронта, старший сержант. Герой Советского Союза.

## Биография
Родился 3 августа 1918 года в селе Мефодовка (ныне — Середино-Будского района Сумской области Украины) в семье рабочего. Украинец.
В 1930 году окончил начальную школу. Работал в колхозе.
В Красной Армии с 1939 года. Участник Великой Отечественной войны с июня 1941 года. Служил в войсках Северного военно-морского флота. Был дважды ранен.
Участник Петсамо-Киркенесской операции, которая осуществлялась войсками Карельского фронта во взаимодействии с моряками Северного военно-морского флота в октябре 1944 года. Командир отделения роты автоматчиков 253-го стрелкового полка старший сержант Фёдор Компанеец отличился 25 октября 1944 года, когда его отделение под сильным огнём противника форсировало залив Бёк-Фьорд (Норвегия) и обеспечило огневую поддержку переправляющимся подразделениям батальона. Вместе с бойцами отделения первым вступил в освобождённый город Киркенес.
В 1945 году Ф. Г. Компанеец демобилизовался из рядов Красной Армии. Член КПСС с 1953 года. Жил в родном селе. Работал фельдшером в колхозе.
Умер 24 ноября 1976 года, похоронен также в родном селе.

## Награды
- Указом Президиума Верховного Совета СССР от 24 марта 1945 года за мужество и отвагу, проявленные в боях с фашистскими захватчиками, старшему сержанту Фёдору Григорьевичу Компанейцу присвоено звание Героя Советского Союза с вручением ордена Ленина и медали «Золотая Звезда» (№ 5428).
- Награждён также медалями.